# Faramans (Ain)
Faramans és un municipi francès situat al departament de l'Ain i a la regió d'Alvèrnia-Roine-Alps. L'any 2007 tenia 641 habitants.

## Demografia

### Població
El 2007 la població de fet de Faramans era de 641 persones. Hi havia 230 famílies de les quals 36 eren unipersonals (16 homes vivint sols i 20 dones vivint soles), 71 parelles sense fills, 107 parelles amb fills i 16 famílies monoparentals amb fills.
La població ha evolucionat segons el següent gràfic:
Habitants censats

### Habitatges
El 2007 hi havia 262 habitatges, 237 eren l'habitatge principal de la família, 12 eren segones residències i 14 estaven desocupats. 250 eren cases i 12 eren apartaments. Dels 237 habitatges principals, 205 estaven ocupats pels seus propietaris, 26 estaven llogats i ocupats pels llogaters i 6 estaven cedits a títol gratuït; 9 tenien dues cambres, 11 en tenien tres, 66 en tenien quatre i 151 en tenien cinc o més. 200 habitatges disposaven pel capbaix d'una plaça de pàrquing. A 59 habitatges hi havia un automòbil i a 169 n'hi havia dos o més.

### Piràmide de població
La piràmide de població per edats i sexe el 2009 era:
| Homes | Edats   | Dones |
| ----- | ------- | ----- |
| 0     | 95 o +  | 0     |
| 0     | 90 a 94 | 0     |
| 8     | 85 a 89 | 8     |
| 12    | 80 a 84 | 0     |
| 4     | 75 a 79 | 8     |
| 12    | 70 a 74 | 16    |
| 12    | 65 a 69 | 8     |
| 8     | 60 a 64 | 8     |
| 16    | 55 a 59 | 12    |
| 24    | 50 a 54 | 40    |
| 16    | 45 a 49 | 16    |
| 32    | 40 a 44 | 20    |
| 20    | 35 a 39 | 28    |
| 24    | 30 a 34 | 16    |
| 8     | 25 a 29 | 16    |
| 16    | 20 a 24 | 16    |
| 12    | 15 a 19 | 28    |
| 28    | 10 a 14 | 20    |
| 16    | 5 a 9   | 16    |
| 28    | 0 a 4   | 8     |

## Economia
El 2007 la població en edat de treballar era de 449 persones, 352 eren actives i 97 eren inactives. De les 352 persones actives 337 estaven ocupades (190 homes i 147 dones) i 15 estaven aturades (7 homes i 8 dones). De les 97 persones inactives 27 estaven jubilades, 38 estaven estudiant i 32 estaven classificades com a «altres inactius».

### Ingressos
El 2009 a Faramans hi havia 239 unitats fiscals que integraven 678 persones, la mediana anual d'ingressos fiscals per persona era de 22.902 €.

### Activitats econòmiques
Dels 15 establiments que hi havia el 2007, 1 era d'una empresa extractiva, 1 d'una empresa alimentària, 2 d'empreses de fabricació d'altres productes industrials, 4 d'empreses de construcció, 4 d'empreses de comerç i reparació d'automòbils, 1 d'una empresa de serveis, 1 d'una entitat de l'administració pública i 1 d'una empresa classificada com a «altres activitats de serveis».
Dels 2 establiments de servei als particulars que hi havia el 2009, 1 era un taller de reparació d'automòbils i de material agrícola i 1 guixaire pintor.
L'únic establiment comercial que hi havia el 2009 era una fleca.
L'any 2000 a Faramans hi havia 17 explotacions agrícoles que ocupaven un total de 774 hectàrees.

## Equipaments sanitaris i escolars
El 2009 hi havia una escola elemental integrada dins d'un grup escolar amb les comunes properes formant una escola dispersa.

## Poblacions més properes
El següent diagrama mostra les poblacions més properes.